# 楊璜
楊璜，字半玉、半雲，北直隸青縣人，順天府宛平縣（今北京市東城區）籍，清朝初年政治人物。

## 生平
明崇禎六年（1633年）癸酉科順天鄉試第十名舉人。清順治三年（1648年），登丙戌科進士，授刑科給事中。順治四年，任禮科右給事中。順治五年，任禮科左給事中。順治八年，任戶科都給事中。順治九年，任會試同考官。